# Come Give Your Love to Me
«Come Give Your Love to Me» — второй сингл с дебютного одноимённого альбома американской певицы Джанет Джексон. Песня достигла своего максимума на 58-м месте в чарте Billboard Hot 100, заняла 6-е место в Billboard Black Singles и 30-е место в Dance/Disco Top 80.
После успеха Джанет с выходом альбома Control, песня была издана как би-сайд некоторых изданий сингла «When I Think of You». Помимо нескольких выступлений на телевизионных шоу во время релиза, песня никогда не исполнялась Джанет во время её концертных туров.

## Восприятие
Американские издания, благосклонно реагировавшие на предыдущие релизы Джексон, продолжили эту тенденцию и в данном случае. Так Billboard отмечал, что в отличие от дебютного сингла, выдержанного в манере лёгкого диско-фанка, эта работа демонстрирует отход от этого стиля и представляет собой рок-номер в духе новой электронной музыки. Аранжировки сдержаны, но способны привлечь внимание поп-радиостанций. Британские издания, наоборот, воспринимали первые записи исполнительницы, крайне негативно. Джули Бёрчилл из New Musical Express в своём обзоре от 5 февраля 1983 года «поблагодарила» певицу за вклад в «Карманную книгу полезных клише о любви и танцах». Фред Деллар рассматривал этот сингл Джанет Джексон вместе с вышедшим в то же время «Billie Jean» её родного брата. Авторитетный британский критик построил свой отклик на контрасте между превосходной работой Майкла и невыразительной пластинкой младшей сестры. «Метрономный бит и острый, запинающийся вокал Майкла Джексона, наряду с продюсерским мастерством Куинси Джонса, практически убедят Вас: „Billie Jean“ — это великая запись. А если и нет, то со временем, я уверен, это осознание вырастет внутри Вас», — писал Деллар, — «Чего нельзя сказать о релизе сестры Джанет. Из него ничего не вырастет, даже если его посадить в центр кучи первоклассного навоза».
Тем не менее «Come Give Your Love to Me» смог продемонстрировать результаты в американских хит-парадах 1983 года, сходные с показателями «Young Love» — ведущего сингла из первого альбома американки. А в чём-то даже более высокие. В Billboard Hot 100 он занял 58-ю строку и пробыл в главном сингловом чарте страны 9 недель. Тогда как «Young Love» смог добраться только до 64-й позиции и продержаться только 6 недель.

## Список композиций
| №  | Название                    | Автор(ы)                     | Длительность |
| -- | --------------------------- | ---------------------------- | ------------ |
| 1. | «Come Give Your Love to Me» | Глен Барби, Чармейн Сильверс | 3:57         |

| №  | Название        | Автор(ы)                          | Длительность |
| -- | --------------- | --------------------------------- | ------------ |
| 1. | «Forever Yours» | Филипп Ингрэм, Аттала Зейн Джайлз | 4:58         |

## Участники записи
Приведены по сведениям базы данных Discogs.
- Джанет Джексон — ведущий вокал

Музыканты:
- Рики Смит — бас-гитара (в песне Б1), струнный синтезатор[англ.] (в песне Б1)
- Пеппер Рид — гитара (в песне А1)
- Фред Дженкинс — акустическая гитара (в песне Б1)
- Пеппер Рид — акустическая гитара (в песне Б1)
- Уорделл Поттс мл. — ударные (в песне Б1)
- Эдмунд Сильверс[англ.] — перкуссия (в песне Б1)
- Мелвин Уэбб — перкуссия (в песне Б1)
- Фостер Сильверс[англ.] — синтезатор (в песне А1), бас-гитара (в песне А1), ударные (в песне А1), ритм-аранжировки (в песне А1)
- Патрисия Сильверс — синтезатор (в песне А1), бэк-вокал (в песне А1)
- Филипп Ингрэм[англ.] — клавишные (в песне Б1), струнный синтезатор (в песне Б1)
- Эдди Флюллен — струнный синтезатор (в песне Б1)
- Джин Дозье — аранжировки духовой секции (в песне Б1), аранжировки струнной секции (в песне Б1)
- Джерри Уивер — ритм-аранжировки (в песне Б1)
- Дана Мейерс — бэк-вокал (в песне А1)
- Ховард Хьюитт[англ.] — бэк-вокал (в песне А1)
- Патрисия Сильверс — бэк-вокал (в песне Б1)
- Дана Мейерс — бэк-вокал (в песне Б1), бэк-вокальные аранжировки (в песне Б1)
- Ховард Хьюитт[англ.] — бэк-вокал (в песне Б1)

## Позиции в хит-парадах
Еженедельные чарты:
| Чарт (1983)                        | Высшая позиция | Пребывание |
| ---------------------------------- | -------------- | ---------- |
| США (Billboard Hot 100)            | 58             | 9 недель   |
| США (Billboard Black Singles)      | 17             | 15 недель  |
| США (Billboard Dance/Disco Top 80) | 30             | 7 недель   |